# Forouzan
Forouzan (persa: فروزان, Foruzan) (9 d'agost de 1937 - 24 de gener de 2016) fou una actriu iraniana, productora i artista. Va començar la seva carrera en doblatge de veu. En 1964 va protagonitzar Sahel-i Entezar de Siamak Yasemi i va aparèixer també a Ganj-i Qarun, una altra pel·lícula per Yasemi que la va fer famosa. La seva carrera es va acabar amb la revolució iraniana de 1979.
Forouzan va morir a Teheran el 24 de gener de 2016, a l'edat de 78.
Forouzan era popular també entre els perses joves que van néixer després de la revolució del 1979.